# 오르키단타속
오르키단타속(Orchidantha)은 생강목에 속하는 외떡잎식물의 속의 하나이다. 흔히 로위아과(Lowiaceae)로도 불린다. 이 과는 이전에 인식된 로위아속(Lowia)과 프로타모뭄속(Protamomum) 그리고 울피아속(Wolfia)을 포함하고 있다. 오르키단타속은 크게 알려지지 않은 속으로, 10여 종으로 이루어져 있으며 중국 남부부터 보르네오까지 지역에서 발견된다.
오르키단타속(Orchidantha)의 학명은 "난초꽃"(Orchid-flower)이라는 뜻이다. 보르네오에 자생하는 종인 Orchidantha inouei는 pollinators인 작은 소똥풍뎅이속(Onthophagus) 쇠똥구리를 끌어들이기 위해 똥 냄새를 풍긴다.